# Aborichthys
Aborichthys és un gènere de peixos de la família dels balitòrids i de l'ordre dels cipriniformes.

## Distribució geogràfica
Es troba a l'Índia (Bengala Occidental, Meghalaya i Arunachal Pradesh) i Myanmar, incloent-hi les muntanyes Garo.

## Taxonomia
- Aborichthys elongatus (Hora, 1921)[3]
- Aborichthys garoensis (Hora, 1925)[4]
- Aborichthys kempi (Chaudhuri, 1913)[5]
- Aborichthys rosammai (Sen, 2009)[6]
- Aborichthys tikaderi (Barman, 1985)[7][8][9][10][2][11]

## Estat de conservació
Només Aborichthys elongatus, Aborichthys garoensis, Aborichthys kempi i Aborichthys tikaderi apareixen a la Llista Vermella de la UICN.